# Małgorzata Jaśkowska
Małgorzata Krystyna Jaśkowska z domu Mincer (ur. 1950) – polska prawniczka, doktor habilitowany nauk prawnych, profesor UKSW, specjalistka w zakresie prawa administracyjnego i postępowania administracyjnego, wieloletni kierownik Katedry Postępowania Administracyjnego Uniwersytetu Kardynała Stefana Wyszyńskiego w Warszawie, sędzia Naczelnego Sądu Administracyjnego w latach 2000–2019, od 2019 w stanie spoczynku.   
Autorka ponad 100 publikacji naukowych, w tym współautorka komentarza do Kodeksu postępowania administracyjnego oraz podręcznika z zakresu postępowania administracyjnego (ogólnego i egzekucyjnego). Związana zawodowo z Uniwersytetem Kardynała Stefana Wyszyńskiego, gdzie prowadzi działalność dydaktyczną i naukową; wcześniej związana z Uniwersytetem Mikołaja Kopernika w Toruniu. 